# سنت-چارتیر
سنت-چارتیر (به فرانسوی: Saint-Chartier) یک کمون در فرانسه است که در اندر واقع شده‌است. سنت-چارتیر ۲۷٫۷ کیلومتر مربع مساحت و ۵۹۶ نفر جمعیت دارد و ۱۸۷ متر بالاتر از سطح دریا واقع شده‌است.